# Barry Ptolemy
Robert Barry Ptolemy (ur. 24 stycznia 1969 w Los Angeles) – amerykański reżyser, scenarzysta, producent filmowy i pisarz; jest reżyserem filmu Transcendent Man (2009), dokumentu o futurologu i wynalazcy Rayu Kurzweilu.

## Życiorys
Ptolemy urodził się w Los Angeles w Kalifornii. W młodości ojciec zapoznał go z komputerami, co uczyniło go miłośnikiem technologii. W wieku 12 lat, Ptolemy pracował u boku Stevena Spielberga przy kręceniu filmu E.T. (1982) jako opiekun zwierząt. Zainspirowany współpracą ze Spielbergiem, w następnym roku (1983) Ptolemy nakręcił swój pierwszy krótki film The Holograph, który zdobył pierwszą nagrodę na regionalnym festiwalu sztuki. W 1990 uczęszczał do USC School of Cinematic Arts, i wkrótce potem założył firmę produkującą reklamy telewizyjne i zapowiedzi programów.

## Kariera
W 2006 Ptolemy przeczytał książkę Kurzweila The Singularity Is Near, która zainspirowała go do nakręcenia filmu Transcendant Man w lutym 2007. Wraz z żoną Felicią, Ptolemy towarzyszył Kurzweilowi w podróżach do 25 miast w pięciu krajach, dokumentując jego idee na temat technologicznej osobliwości. Po tak intensywnej współpracy, Ptolemy uważa Kurzweila za przyjaciela. W 2010 Ptolemy reżyserował video „We Are The World for Haiti”, które miało premierę w czasie otwarcia Olimpiady Zimowej 2010, w którym wystąpili Quincy Jones i Lionel Richie.
W wywiadzie dla Film School Rejects, Ptolemy zapowiedział, że jego następnym projektem będzie film science fiction.
Na styl Ptolemy’ego miały wpływ dzieła Stanleya Kubricka, Orsona Wellesa i Johna Forda.
Ptolemy zamierza wystąpić w dyskusji panelowej zatytułowanej Transcendent Man LIVE, w której zapowiedzieli swój udział także: Ray Kurzweil, Steve Wozniak, Deepak Chopra, Dean Kamen, Michio Kaku, Tan Le, ze specjalnymi wypowiedziami wiceprezydenta Ala Gore’a, Billa Mahera, Quincy Jonesa i Elona Muska. Wydarzenie ma być transmitowane do 500 sal kinowych w Stanach Zjednoczonych jako Fathom Event na żywo z Lincoln Center w New York City, 3 sierpnia 2011.

## Filmografia
- The Catch (2000) – Reżyser/Producent/Scenograf
- Transcendent Man (2009) – Reżyser/Producent